# Vornholz
Vornholz là một đô thị thuộc huyện Hartberg thuộc bang Steiermark, nước Áo. Đô thị Vornholz có diện tích 18,78 km², dân số thời điểm năm 2005 là 767 người.